# Ronde van de Provence
De Ronde van de Provence is een meerdaagse wielerwedstrijd in de Franse regio Provence-Alpes-Côte d'Azur die georganiseerd wordt door de Franse krant La Provence. De koers werd opgericht in 2016 en maakte deel uit van de UCI Europe Tour, in de categorie 2.1. In 2020 werd de koers opgenomen op de nieuwe UCI ProSeries-kalender.

## Lijst van winnaars

### Overwinningen per land
| Overwinningen | Land                  |
| ------------- | --------------------- |
| 3             | Colombia              |
| 2             | Denemarken, Frankrijk |
| 1             | Australië, Spanje     |

2016 · 2017 · 2018 · 2019 · 2020 · 2021· 2022 · 2023 · 2024 · 2025
2005 · 
2006 · 
2007 · 
2008 · 
2009 · 
2010 · 
2011 · 
2012 · 
2013 · 
2014 · 
2015 · 
2016 · 
2017 ·
2018 ·
2019 ·
2020 ·
2021 ·
2022 ·
2023 ·
2024 ·
2025
Belangrijkste etappewedstrijden

Internationaal Wegcriterium · Driedaagse Brugge-De Panne · Ronde van de Alpen · Vierdaagse van Duinkerke · Ronde van Beieren · Ronde van Noorwegen · Ronde van België · Ronde van Luxemburg · Ronde van Oostenrijk · Ronde van Wallonië · Ronde van Burgos · Ronde van Denemarken · Arctic Race of Norway · Ronde van Groot-Brittannië
Belangrijkste eendaagse wedstrijden

Trofeo Laigueglia · GP Lugano · GP Nobili Rubinetterie · Dwars door Vlaanderen · Scheldeprijs · Brabantse Pijl · GP Kanton Aargau · Brussels Cycling Classic · GP Fourmies · Primus Classic Impanis-Van Petegem · Ronde van de Drie Valleien · Milaan-Turijn · Ronde van Piemonte · Ronde van het Münsterland · Ronde van Emilia · Parijs-Tours · GP Bruno Beghelli